# 4841 Manjiro
A 4841 Manjiro (ideiglenes jelöléssel 1989 UO3) a Naprendszer kisbolygóövében található aszteroida. Tsutomu Seki fedezte fel 1989. október 28-án.